# Robert Henri Surcouf
Robert Henri Surcouf est un propriétaire foncier, avocat et homme politique français né le 30 octobre 1868 à Saint-Servan (Ille-et-Vilaine) et mort le 1er février 1944 dans le 16e arrondissement de Paris. 

## Biographie
Il est le fils de Robert Auguste Emmanuel Surcouf (1845-1931), avocat et sous-préfet et petit-neveu du corsaire malouin Robert Surcouf (1773-1827). Il fut député radical d'Ille-et-Vilaine de 1898 à 1919. La chanteuse Suzy Solidor (1900-1983) dont la mère était célibataire et femme de chambre de l'homme politique, prétendait qu'il était son père.
Propriétaire du château du Haut-Mesnil à Plerguer il fut maire de cette commune de 1903 à 1925 puis de 1929 à 1936.

## Sources
- « Robert Henri Surcouf », dans le Dictionnaire des parlementaires français (1889-1940), sous la direction de Jean Jolly, PUF, 1960 [détail de l’édition]
- Les préfets de Gambetta, p. 105, de Vincent Wright, Éric Anceau, Jean-Pierre Machelon et Sudhir Hazareesingh.